# Thai Airways International
Thai Airways International (Thai Airways International Public Company Limited тайск. การบินไทย, Тайские авиалинии, SET: THAI) — национальная авиакомпания Таиланда.
Основной аэропорт авиакомпании — Суварнабхуми. Thai Airways International является одним из основателей альянса Star Alliance. Авиакомпания выполняет длиннейшие беспосадочные пассажирские авиарейсы, в том числе Бангкок — Лос-Анджелес.

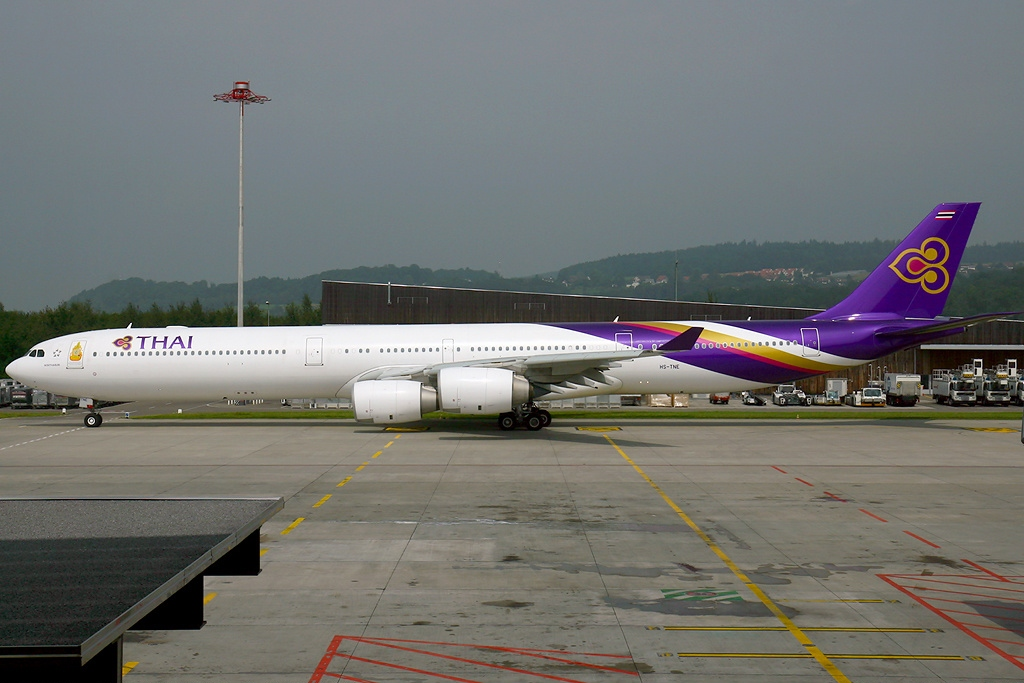
Airbus A340-600

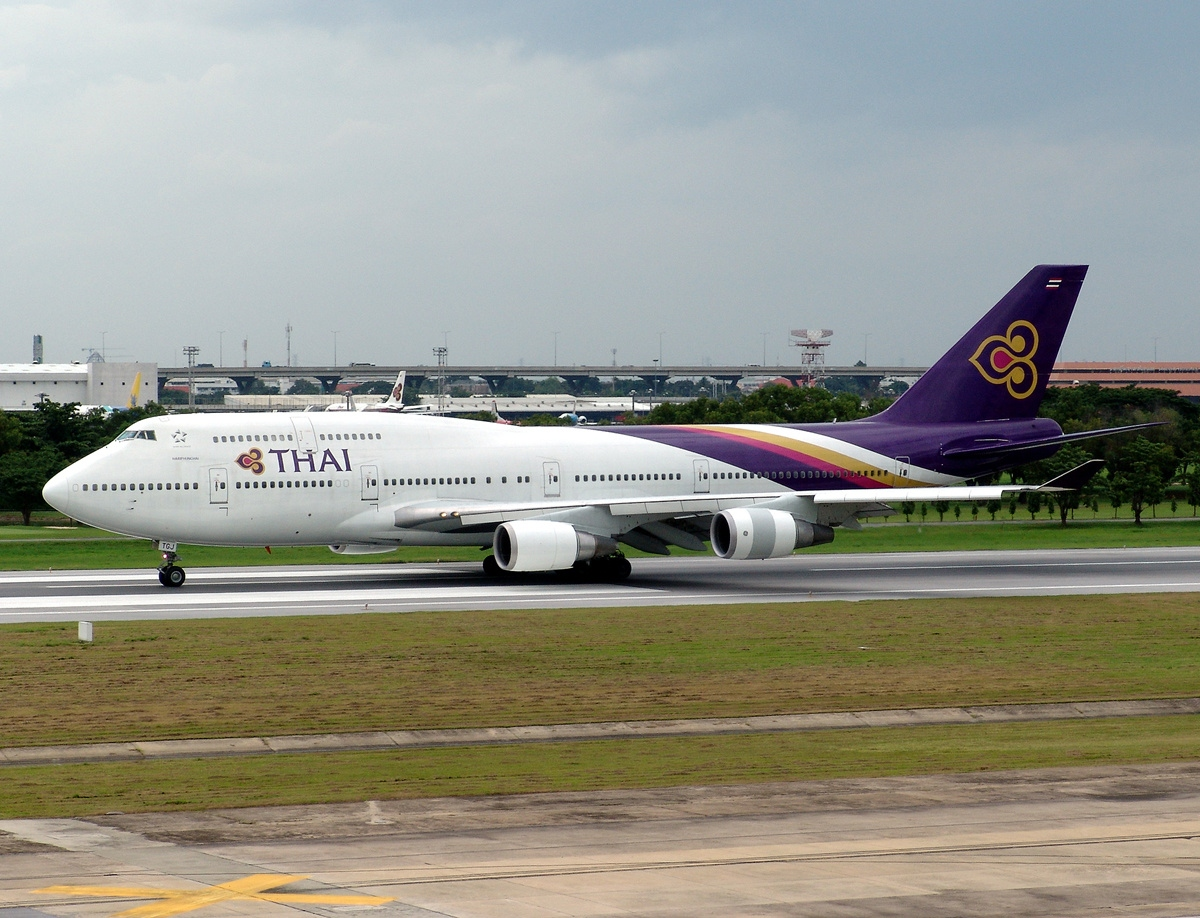
Boeing 747-400

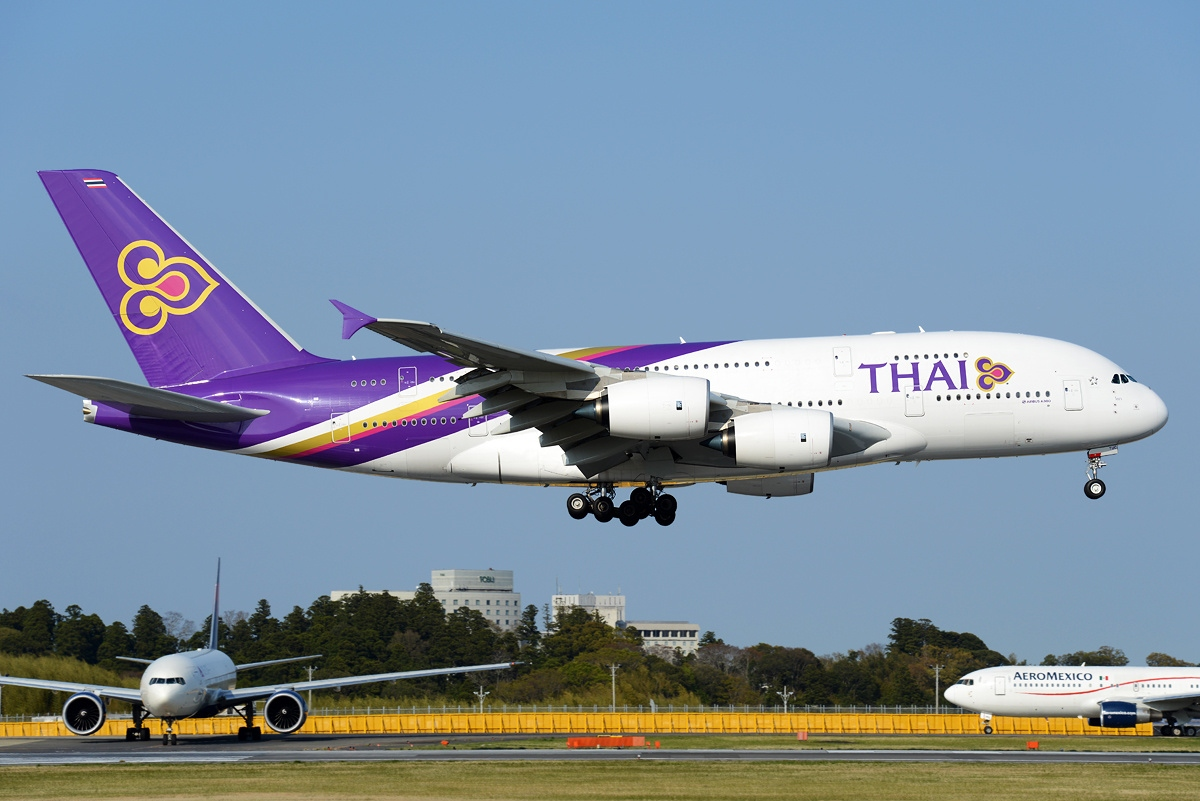
Airbus A380

## История
Образованная в 1960 году, компания «Thai Airways International» имела статус совместного предприятия, созданного при непосредственном участии известной авиакомпании «SAS». Вплоть до 1977 года компания «SAS» владела 30 % акций «Thai Airways International». В 1977 году часть акций (15 %), принадлежавших «SAS», было выкуплено правительством Таиланда. В рамках стратегической программы по увеличению своего технического парка и географии полетов авиакомпания «Thai» в 1988 году осуществила своё слияние с крупнейшим внутренним авиаперевозчиком Таиланда — «Thai Airways Company». Авиакомпания «Thai» в своё время выступила одним из инициаторов создания крупнейшего альянса мировых авиаперевозчиков — «Star Alliance».

## Флот
В январь 2024 года Thai Airways использовала следующие самолёты:

## Сверхдальние перелёты

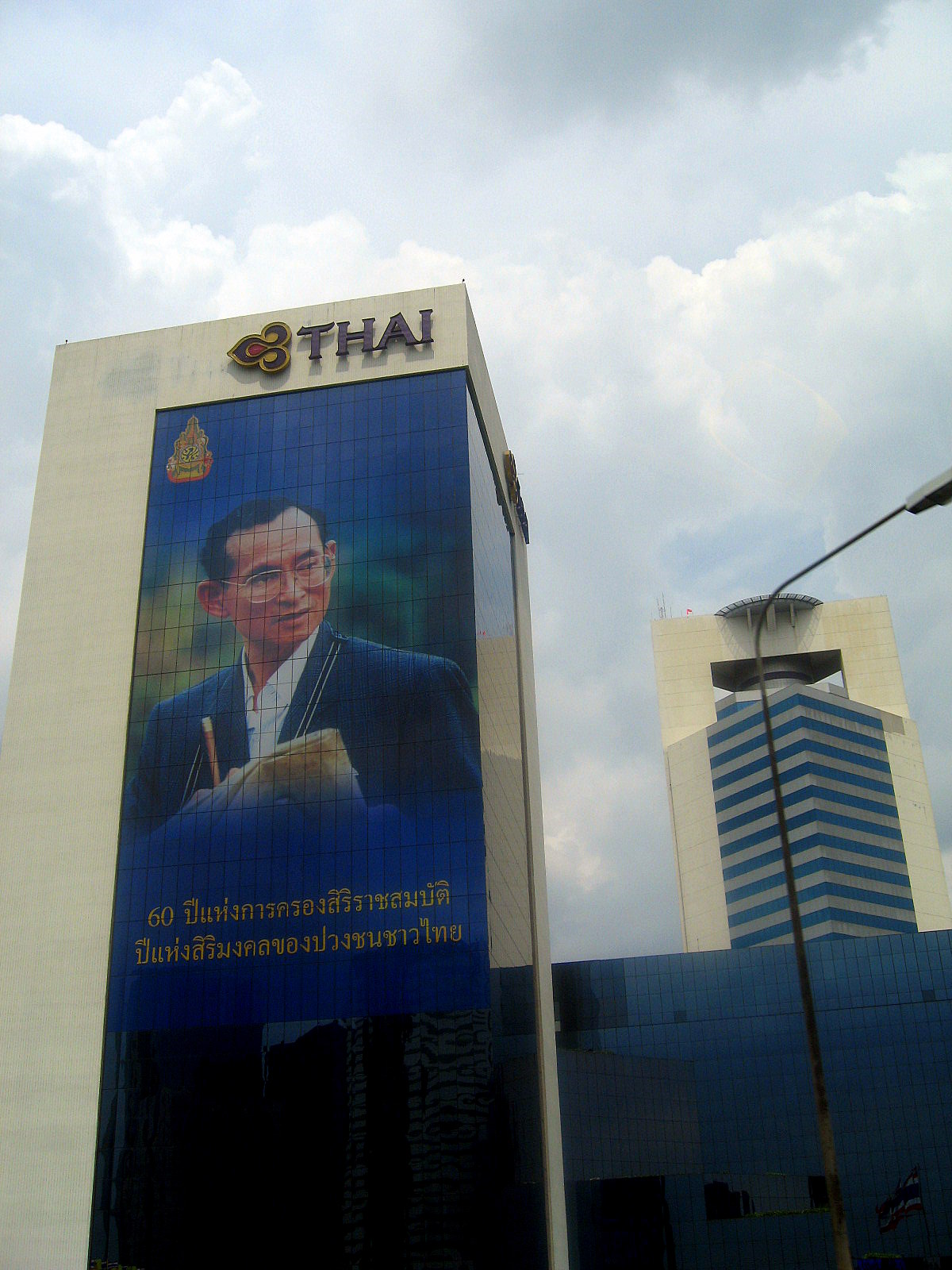
Штаб-квартира авиакомпании

С 1 мая 2005 года по 1 июля 2008 года Thai Airways International выполнялся беспосадочный авиарейс Бангкок — Нью-Йорк на дальнемагистральном авиалайнере A340-500. Время перелёта составляло около 17 часов. При этом полёт из Нью-Йорка в Бангкок проходил над территорией Норвегии, России, Афганистана и Индии, а обратный полёт — над территорией Китая, Восточной Сибирью, Чукотским морем, Аляской и Канадой. Рейсы были прекращены в связи с высоким расходом топлива, несмотря на то, что заполняемость самолётов составляла 80 %.
После этого единственным рейсом Thai Airways International в США остался рейс Бангкок—Лос-Анджелес, также выполняемый на A340-500 с декабря 2005 года. Время в полёте составляет 16 с половиной часов. Этот рейс заменил прежний, выполнявшийся на Boeing 747—400 с одной промежуточной посадкой в японском городе Осака. Тем не менее, имеются сведения о том, что авиакомпания планирует вернуться к рейсам с одной промежуточной посадкой на самолёте Boeing 777—200.
Авиакомпания пыталась продать имеющиеся у неё четыре A340-500, однако в связи с международным финансовым и экономическим кризисом покупателей не нашла.
Маршрутная сеть Авиакомпании:
Окленд, Бангалор, Пекин (Столичный), Пусан, Брисбен, Брюссель, Ченджу, Ченнаи, Чиангмай, Чианграй, Коломбо, Копенгаген, Дели, Денпасар/Бали, Дакка, Дубай, Франкфурт, Фукуока, Гуанчжоу, Ханой, Денпасар/Бали, Хошимин, Гонконг, Хайдарабад, Исламабад, Джакарта (Сукарно Хатта), Йоханнесбург, Карачи, Катманду, Кхонкэн, Самуи, Колката, Краби, Куала-Лумпур, Куньмин, Лахор, Лондон (Хитроу), Лос-Анджелес, Макао, Мадрид, Манила, Мельбурн, Милан (Мальпенса), Москва, Мумбаи, Мюнхен, Маскат, Нагоя (Центральный), Осака (Кансай), Осло (Гардемюен), Париж (Шарль де Голль), Пенанг, Перт, Пномпень, Пхукет, Рим (Фьюмичино), Саппоро (Титосэ), Сеул (Инчхон), Шанхай (Пудун), Сингапур, Сидней, Сураттхани, Тайбэй (Таоюань), Токио (Нарита), Токио (Ханэда), Удонтхани, Вьентьян, Сямынь, Янгон, Цюрих

## Крупные катастрофы

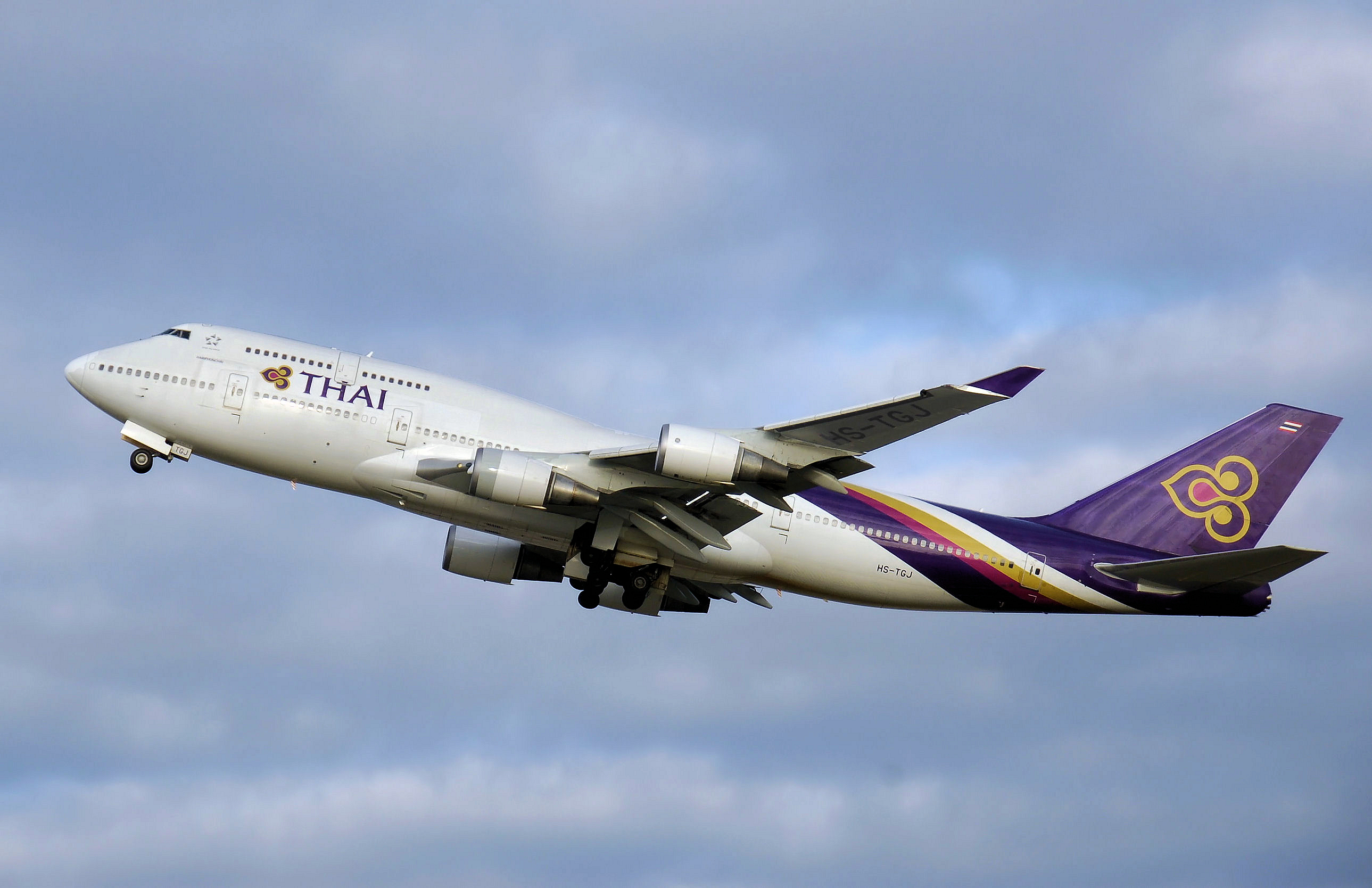
Boeing 747-400 в ливрее авиакомпании

- 31 июля 1992 года — потерпел катастрофу А310-304 рейса 311. Самолёт врезался в гору при заходе на посадку в 23 милях к северу от Катманду. Погибли все находившиеся на борту (113 человек). Причинами были как технические неисправности, так и ошибка пилота.

- 11 декабря 1998 года — потерпел катастрофу А310-200 рейса 261. Самолёт упал на рисовое поле, выполняя третий заход на посадку в аэропорт города Сураттхани во время сильного ливня. Погибли 102 человека из 143, находившихся на борту.